# Эльзасская советская республика
Эльзасская советская республика (фр. République alsacienne des conseils, нем. Elsässische Räterepublik) — советская республика, провозглашённая 10 ноября 1918 года на территории Эльзаса (ныне департаменты Верхний и Нижний Рейн) и просуществовавшая до аннексии Эльзаса-Лотарингии Францией (Страсбургский Совет сложил полномочия 22 ноября 1918 года).

## Предыстория
Эльзас, до XVII века входивший в состав Священной римской империи, был захвачен королем Франции Людовиком XIV. На Венском конгрессе 1815 года французской дипломатии удалось сохранить регион в составе своего государства, несмотря на стремление Пруссии присоединить эту старую германскую территорию. За два века Эльзас подвергся сильной галлизации, французская самоидентификация стала преобладающей. Регион был аннексирован Германией в 1871 году по итогам франко-прусской войны и подвергся насильственной германизации. В частности, на немецкий язык была переведена школа. Эльзас, в отличие от остальных земель Германии, не имел автономии и управлялся из Берлина как «имперская область». С началом Первой мировой войны там был введён режим военной диктатуры: запрещён французский язык, подвергалась цензуре личная переписка. Эльзасцы служили как во французской, так и в немецкой армии, однако и там и там находились под подозрениями; немцы поспешили направить солдат-эльзасцев на Восточный фронт.

## Провозглашение Рабочего и Солдатского Совета

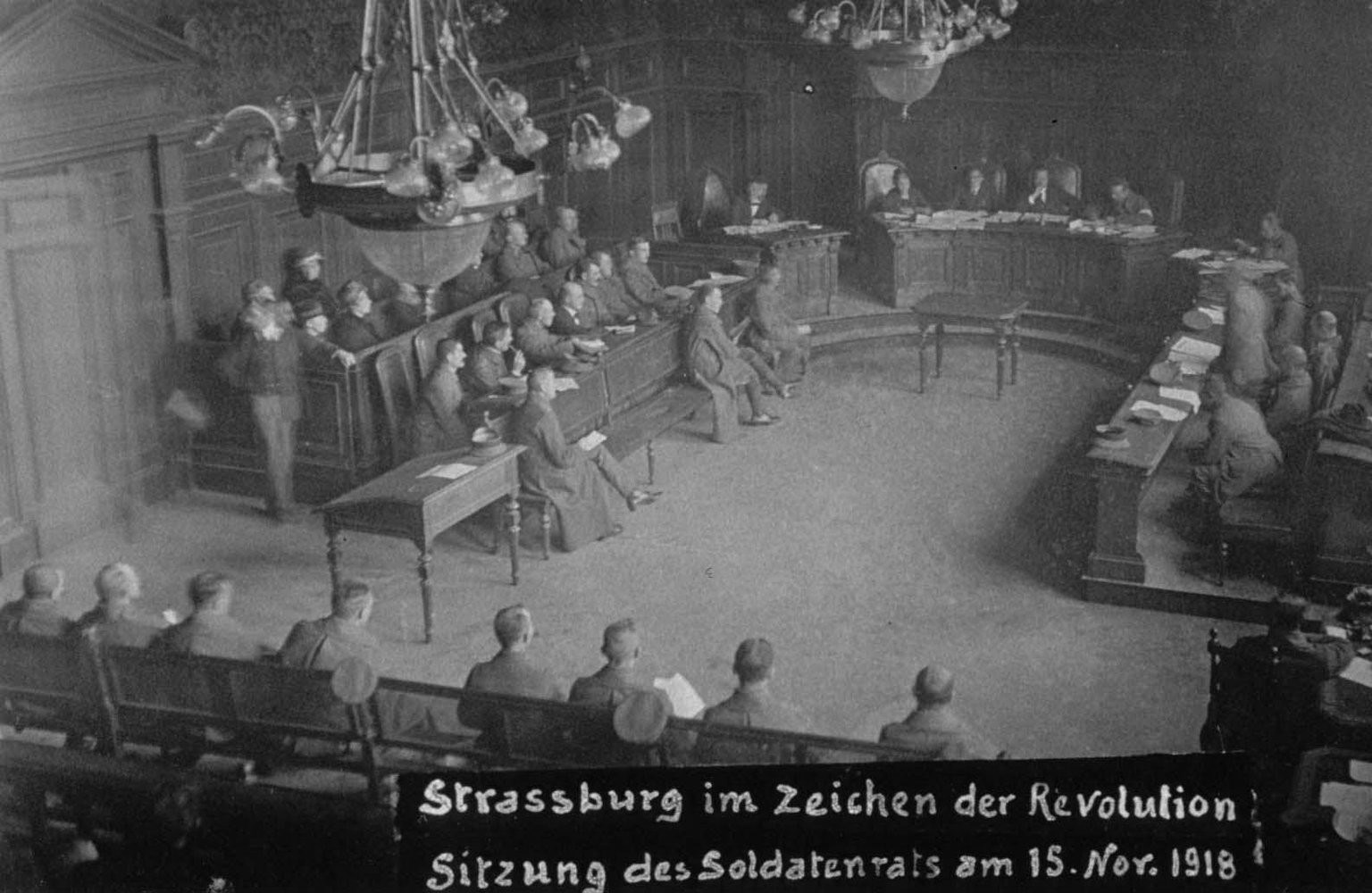
Заседание страсбургского совета 15 ноября 1918 года

После восстания в Киле, ставшего началом Ноябрьской революции в Германии, 15 000 моряков из Эльзаса и Лотарингии, служившие в Имперском флоте, стали возвращаться домой. Основная их часть прибыла в Эльзас на следующий день после взятия власти и формирования временного правительства Курта Эйснера Советом в Мюнхене и была встречена огромной манифестацией, тут же переросшей в митинг и закончившейся провозглашением Рабочего и Солдатского Совета города Страсбург 10 ноября 1918 года.
Вскоре начали приходить сообщения, что советская власть установлена и в городах Хагенау, Мюлузе, Меце, Кольмаре — на всей территории Эльзаса устанавливалась Советская власть.
11 ноября 1918 года Страсбургский Совет собрался во Дворце Правосудия (фр. Palais de justice) на заседание, на котором были проведены выборы председателя Совета — им стал секретарь профсоюза пивоваров Ребхольц — и провозглашены независимость от Берлина, свержение монархии кайзера и установление народной власти в республике. На стенах города появились лозунги: «Мы не имеем ничего общего со странами капитала. Мы говорим — ни немцев, ни французов, ни нейтралов. Да здравствует мировая революция!»

## Деятельность Совета и падение республики
Советская власть приступила к налаживанию городской инфраструктуры: было организовано тридцать комиссий, налаживавших работу транспорта, снабжение продовольствием, проведение демобилизации, управление финансами и соблюдение правопорядка. Отменены все привилегии и знаки различия: звания, чины и прочее. Были изданы декреты о свободе слова и печати, об отмене цензурного контроля за почтовой перепиской, о свободе собраний и манифестаций, об амнистии. Ввиду массовых забастовок, несмотря на протесты владельцев фабрик, было объявлено о повышении заработной платы.
Считая, что положение выходит из-под контроля, глава местной муниципальной комиссии и лидер социал-демократической партии в Страсбурге Жак Пейрот обратился к французскому командованию с просьбой ускорить ввод войск в Эльзас, изначально назначенный на 25 ноября. Французская армия под командованием генерала Анри Гуро 17 ноября заняла Мюлуз, 18 ноября — Кольмар, Селесту, Оберне и Рибовиле.
21 ноября 1918 года войска Гуро вступили в Страсбург. Генерал отказался признать власть Совета легитимной и приказал окружить Дворец Справедливости, выставляя ультиматум. После некоторых колебаний советская власть объявила, что в данных условиях, пусть и не достигнув политического идеала, свою задачу считает выполненной и слагает с себя полномочия. 22 ноября французским оккупационным командованием было объявлено о роспуске Советов, аннулировании их постановлений и аннексии Эльзаса Францией. После этого были восстановлены все привилегии, заработная плата снижена до предыдущего уровня, а забастовки рабочих подавлялись военной силой, «агитаторов» и «подстрекателей» арестовывали.
В честь воссоединения Страсбурга с Францией были организованы массовые празднества, достигшие апогея 9 декабря, с приездом в Страсбург президента Республики Пуанкаре и премьер-министра Клемансо.
Единственное, что напоминает о тех событиях сегодня — это улицы «22 ноября» в Мюлузе и Страсбурге.

## Дальнейшие события
Эльзасцы были разделены на 4 класса граждан с особыми удостоверениями личности:
- класс A — для урождённых эльзас-лотарингцев;
- класс В — для тех, у кого отец или мать иностранного происхождения;
- класс С — для тех, у кого отец или мать из союзной или нейтральной страны
- класс D — для тех, у кого отец или мать из Германии или другой страны Центрального блока[1].

112 000 жителей были вынуждены эмигрировать из Эльзаса, не пройдя по критериям «чистоты».